# El Ensueño
El Ensueño, auch als El Ensueyo bezeichnet, ist eine Ortschaft in Uruguay.

## Geographie
Sie befindet sich auf dem Gebiet des Departamento Colonia in dessen südlichem Teil im Sektor 12. El Ensueño grenzt mit seiner südlichen Seite unmittelbar an die Küste des Río de la Plata, während östlich unmittelbar Santa Ana anschließt. Wenige Kilometer westlich liegt die Mündung des Arroyo de Pintos.

## Einwohner
Der Ort hatte bei der Volkszählung im Jahr 2011 lediglich 19 Einwohner, davon zwölf männliche und sieben weibliche.
| Jahr | Einwohner |
| ---- | --------- |
| 1985 | -         |
| 1996 | 27        |
| 2004 | 3         |
| 2011 | 19        |

Quelle: Instituto Nacional de Estadística de Uruguay